# Берёзовая Грива (Алексеевский район)
Берёзовая Грива — деревня в Алексеевском районе Татарстана. Входит в состав Лебединского сельского поселения.

## География
Находится в западной части Татарстана на расстоянии приблизительно 23 км по прямой на западо-юго-запад от районного центра Алексеевское на берегу Куйбышевского водохранилища.

## История
Основана в первой половине XVIII века. Известна была также под названием Ватага. В 1904 здесь была построена Никольская церковь.

## Население
Постоянных жителей было: в 1782 — 231 душа мужского пола, в 1859 — 1058, в 1897 — 1442, в 1908 — 1495, в 1920 — 1582, в 1926 — 1529, в 1938 — 530, в 1949 — 353, в 1958 — 390, в 1970 — 309, в 1979 — 173, в 1989 — 76, в 2002 — 64 (русские 80 %), 43 — в 2010.